# NGC 3833
NGC 3833 é uma galáxia espiral (Sc) localizada na direcção da constelação de Virgo. Possui uma declinação de +10° 09' 41" e uma ascensão recta de 11 horas, 43 minutos e 28,9 segundos.
A galáxia NGC 3833 foi descoberta em 15 de Abril de 1784 por William Herschel.